# João Baptista de Oliveira Figueiredo
João Baptista de Oliveira Figueiredo (ur. 15 stycznia 1918 w Rio de Janeiro, zm. 24 grudnia 1999 tamże) – brazylijski generał i polityk, prezydent w latach 1979-1985 i ostatni wojskowy zajmujący to stanowisko.

## Życiorys
Jego ojcem był generał Euclides de Oliveira Figueiredo, który był zmuszony uchodzić z kraju po nieudanej próbie obalenia dyktatora Getúlio Vargasa. João ukończył szkoły wojskowe w Porto Alegre i Realengo. Stopień kapitana otrzymał w 1994, a majora w 1952. W latach 1955–1957 uczestniczył w brazylijskiej misji wojskowej w Paragwaju, a następnie w służbie specjalnej Sztabu Generalnego (1959–1960).
Przeniesiony do Narodowej Rady Bezpieczeństwa w 1961, jednocześnie wykładał w Akademii Sztabu Generalnego (1961–1964). Niebawem awansowano go na pułkownika i postawiono na czele jednego z departamentów Narodowej Służby Informacyjnej (służby bezpieczeństwa wewnętrznego). W 1966 objął dowództwo sił obronnych w São Paulo, a następnie (już jako generał) regimentu w Rio de Janeiro (1967-1969).
W okresie prezydentury generała Emílio Garrastazú Médici Figueiredo pełnił urząd jego szefa sztabu. Po objęciu władzy przez generała Ernesto Geisela (1974) został szefem Narodowej Służby Informacyjnej.
W czasach dyktatury wojskowej (1964-1985) prezydent był wybierany w wyborach pośrednich w Kongresie (aby stworzyć wrażenie częściowej demokracji), zdominowanym przez rządową partię ARENA (druga legalna partia, Brazylijski Ruch Demokratyczny, grupująca opozycję, spełniała jedynie rolę listka figowego). Wskazany przez ustępującego Geisela na następcę Figueiredo został wybrany prezydentem Brazylii, obejmując urzędowanie 15 marca 1979.

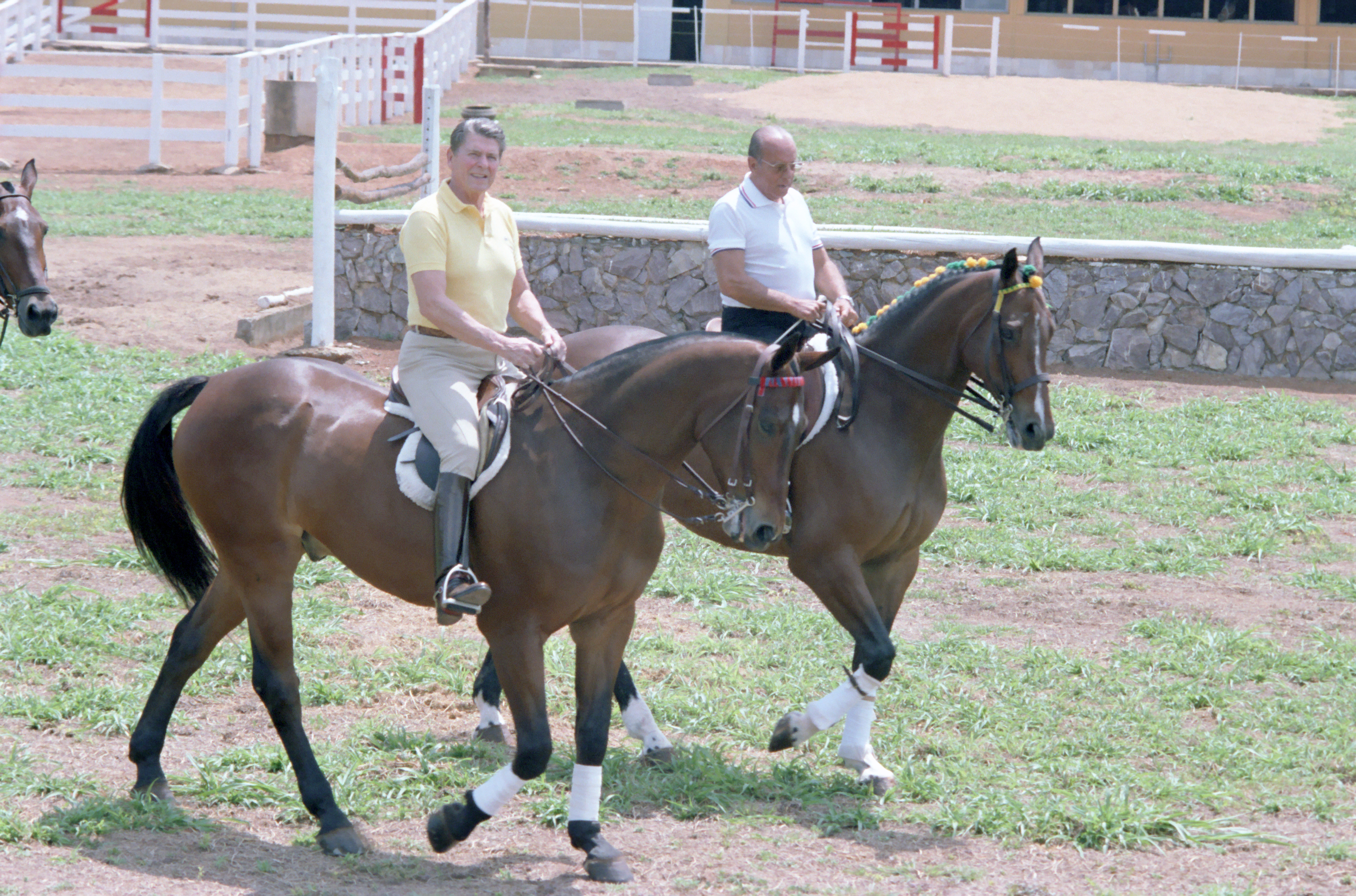
João Figueiredo i prezydent USA Ronald Reagan na koniach

Podobnie jak poprzednik, Figueiredo zdawał sobie sprawę z niemożliwości utrzymania rządów wojskowych za parawanem dwupartyjnego systemu i kontynuował proces demokratyzacji. W sierpniu 1979 podpisał akt amnestii dla więźniów politycznych. ARENA została rozwiązana i zezwolono na zakładanie partii politycznych. W 1981 przywrócono wybory powszechne na stanowiska gubernatorów stanowych. Sukcesorka ARENY – Brazylijska Partia Socjalna – wygrała wybory w 1982.
W związku z bardzo dotkliwym kryzysem gospodarczym, Figueiredo znacznie stracił na popularności, co przyczyniło się do masowych wystąpień opozycji, domagającej się powszechnych wyborów. Prezydent doznał w 1981 zawału serca i był przez pewien czas zastępowany przez swego cywilnego wiceprezydenta Aureliano Chavesa.
Za zgodą generała w 1985 odbyły się pierwsze od 1964 wolne wybory prezydenckie w Kongresie (opozycji nie udało się przeforsować przywrócenia wyborów powszechnych, co nastąpiło dopiero w 1990). Zwycięzcą został kandydat opozycji Tancredo Neves. Neves zachorował na dzień przed objęciem urzędu (15 marca 1985 i zmarł 21 kwietnia, przez co to wiceprezydent elekt José Sarney został pierwszym cywilnym prezydentem.
Po odejściu z urzędu aż do śmierci Figueiredo nie uczestniczył aktywnie w życiu publicznym.

## Odznaczenia
Brazylijskie
- Krzyż Wielki Orderu Narodowego Zasługi (1979) – ex officio
- Krzyż Wielki Orderu Zasługi Marynarskiej (1979) – ex officio
- Krzyż Wielki Orderu Zasługi Wojskowej (1979) – ex officio
- Krzyż Wielki Orderu Zasługi Lotniczej (1979) – ex officio
- Krzyż Wielki Orderu Rio Branco (1979) – ex officio
- Krzyż Wielki Orderu Zasługi Sądownictwa Wojskowego (1979) – ex officio
- Krzyż Złoty Medalu Zasługi Mauá (1979) – ex officio
- Krzyż Wielki Orderu Zasługi Pracy (1979) – ex officio
- Wielki Łańcuch Orderu Zasługi Sądownictwa Pracy (1979) – ex officio
- Krzyż Wielki Orderu Zasługi Komunikacyjnej (1982) – ex officio

Zagraniczne
- Krzyż Wielki Orderu Chrystusa (1973, Portugalia)[1]
- Krzyż Wielki Orderu Avis (1972, Portugalia)[1]
- Łańcuch Orderu św. Jakuba od Miecza (1981, Portugalia)[1]
- Krzyż Wielki Orderu Infanta Henryka (1978, Portugalia)[1]
- Łańcuch Orderu Izabeli Katolickiej (1983, Hiszpania)[2]
- Order Królewski Serafinów (1984, Szwecja)